# Eriospermum arenosum
Eriospermum arenosum är en sparrisväxtart som beskrevs av Pauline Lesley Perry. Eriospermum arenosum ingår i släktet Eriospermum och familjen sparrisväxter. Inga underarter finns listade i Catalogue of Life.